# The World Book Encyclopedia of People and Places

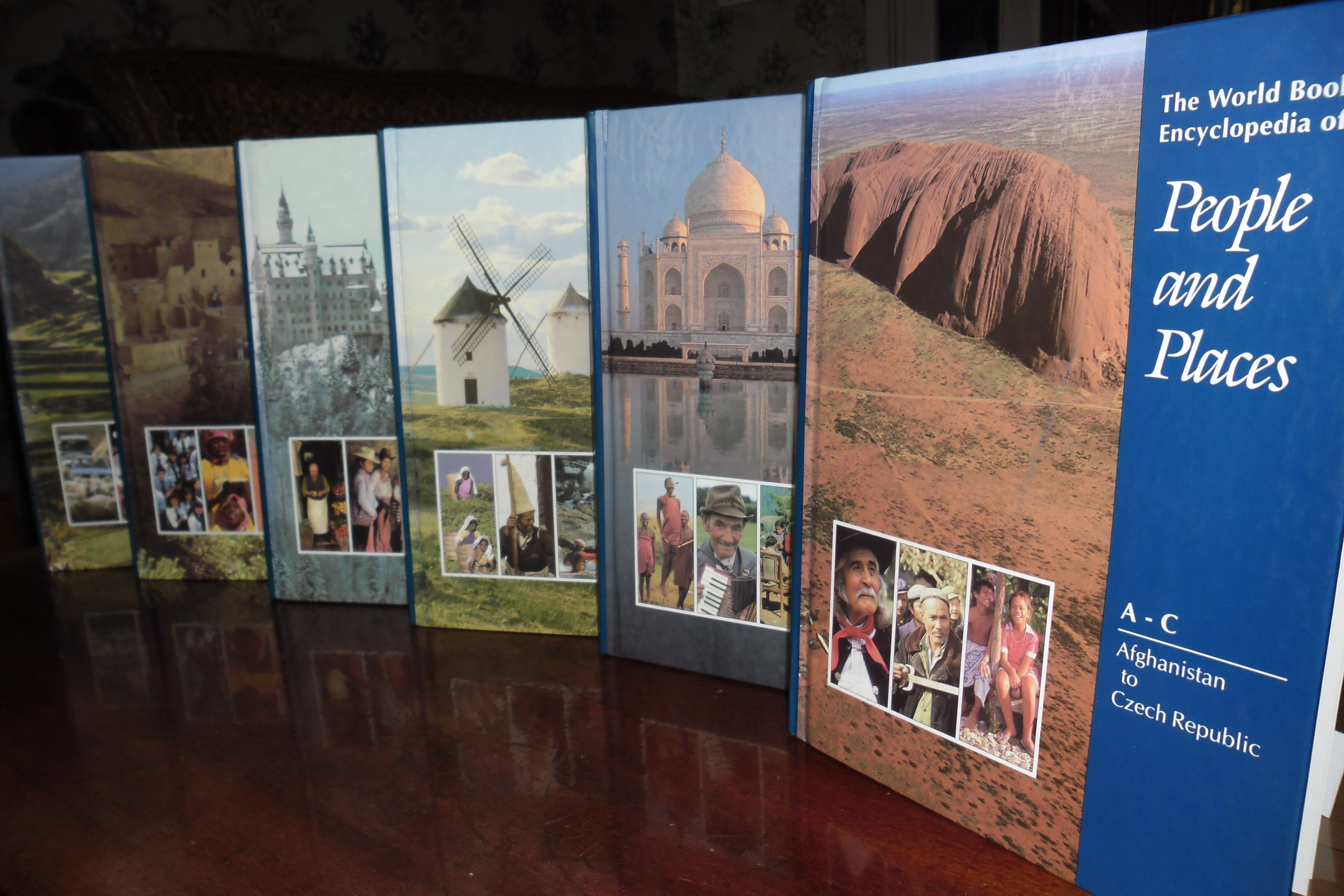
The World Book Encyclopedia of People and Places.

The World Book Encyclopedia of People and Places — енциклопедичний проект, пов'язаний з World Book Encyclopedia. Містить 6 томів. Роки видання: 1992, 1993, 1994, 1995, 1996, 1998. Описані країни світу : основні відомості про країну, її уряд, особливості місцевого населення, технологічні компоненти суспільства і огляд ключових особливостей економіки. Більш детально розглянуті такі теми, як історія країни, клімат, географічні особливості, культура і населення. Кожна сторінка добре ілюстрована, містить таблиці, карти і фотографії.
Мова видання — англійська.